# Capela dos Ferreiros
A Capela dos Ferreiros é uma capela da primeira metade do século XIV, anexa à fachada norte da Igreja Matriz de Oliveira do Hospital.
Esta capela, em estilo gótico, preserva a traça trecentista original e alberga um notável grupo escultórico da autoria de Mestre Pero, o mais completo conjunto escultórico do primeiro gótico nacional. Está classificada como Monumento Nacional desde 1936.

## Historial / características
A capela dos Ferreiros é um dos mais importantes espaços funerários góticos portugueses, tanto pela importância das obras que acolhe como por se tratar de uma das raras capelas sepulcrais medievais de iniciativa privada que sobreviveu até aos nossos dias em território nacional. A sua construção deve-se a Domingos Joanes, um nobre de ascendência obscura, neto de D. Chavão, que aí se fez sepultar junto a D. Domingas Sabachais, sua mulher, uma figura igualmente mal documentada da nossa história medieval.
A capela é um espaço retangular de dimensões modestas (aproximadamente 6,50m x 3,50m), com cobertura de berço quebrado e contínuo, iluminado por dois pequenos óculos quadrilobados. Se, arquitetonicamente, esta capela não se destaca de tantas outras construções arcaizantes datadas dos séculos XIII e XIV, o notável conjunto escultórico do seu interior – o mais completo do gótico português –, revela uma atualidade de gosto e um desafogo económico incomum no panorama nacional da primeira metade do século XIV.
Da autoria de Mestre Pero, o conjunto integra um retábulo e uma imagem da Virgem com o Menino, dois túmulos e a estátua de um Cavaleiro Medieval, afirmando-se como um conjunto de importância fulcral na abordagem das produções desse escultor, de provável origem aragonesa, que desempenhou um papel chave na renovação da escultura portuguesa; através dele, a escultura gótica nacional "atingiu a sua maioridade". Segundo uma inscrição (entretanto desaparecida) na parede exterior da capela, Mestre Pero estaria a concluir as obras que integram a Capela dos Ferreiros no ano de 1341.

### RetábuloeSenhora com o Menino
O retábulo, em calcário policromado, apresenta a caixa inferior revestida com azulejos hispano-árabes de aresta (produção sevilhana) e uma mesa em granito. Integra cinco imagens em alto-relevo, sendo enquadrado lateralmente por dois contrafortes (rematados por pináculos) e, em cima, por um arco quebrado. Ao centro, sobre o fundo liso, destaca-se a Virgem com o Menino, ladeada pelo sol e pela lua, por imagens dos doadores em prece e por dois anjos incensando. No século XV foram inscritas, em diversos pontos, legendas identificadoras das imagens ou louvando a grandeza do Senhor.
Acima do retábulo encontramos a estátua da Virgem com o Menino, de maior escala e também em calcário policromado (dada a repetição temática, presume-se que esta peça estaria destinada a uma mísula localizada noutra parede da capela). Mestre Pero utiliza princípios compositivos semelhantes aos que utilizou em tantas outras imagens com o mesmo tema: a Virgem, coroada e de pé, segura o Menino na mão esquerda e uma flor na direita; a dimensão da cabeça é subtilmente enfatizada e o corpo, coberto por uma longa túnica, apresenta uma ligeira torção, sugerindo um movimento em forma de S que confere à peça uma dinâmica muito particular.

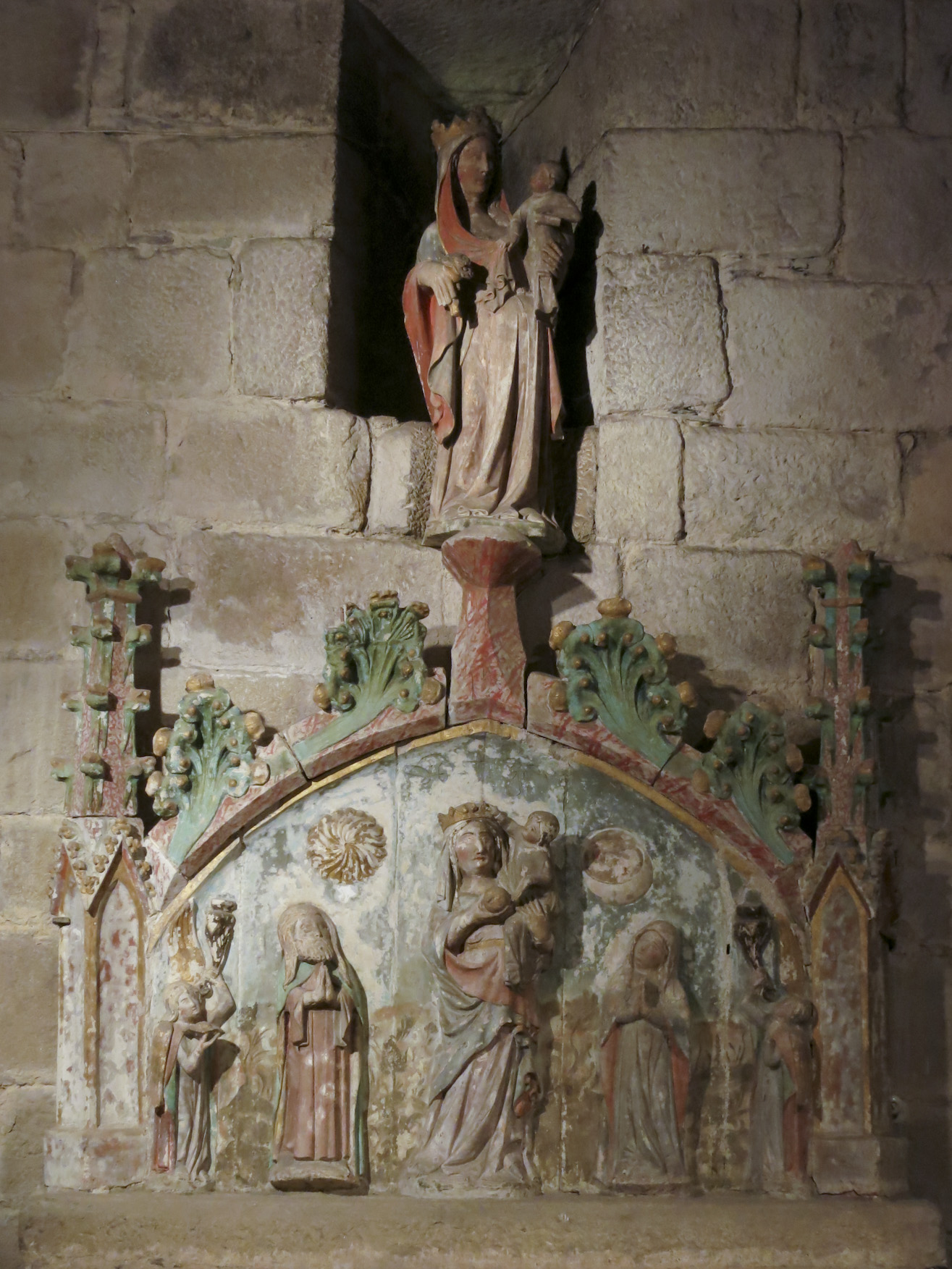
Retábulo e Virgem com o Menino
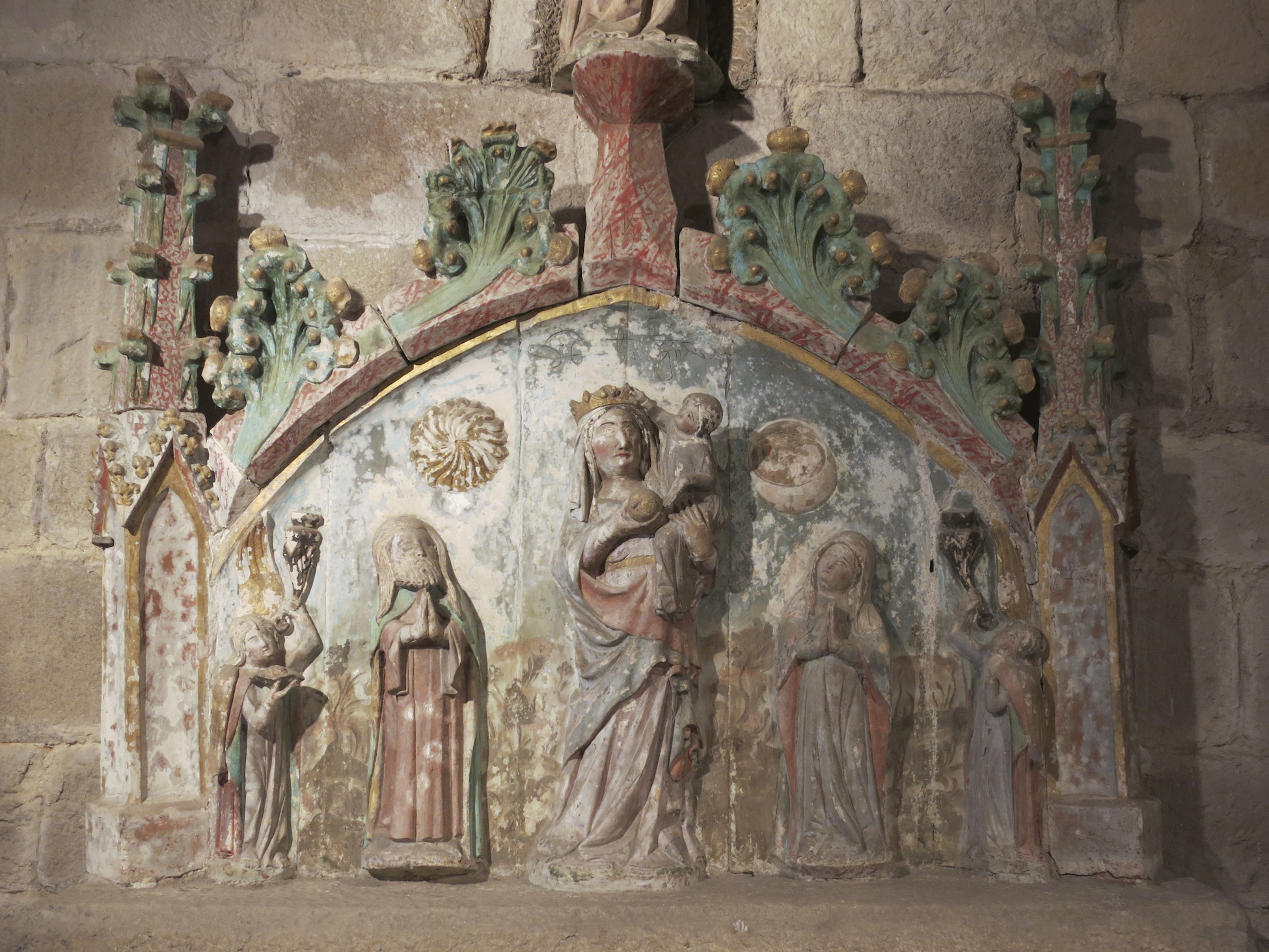
Retábulo
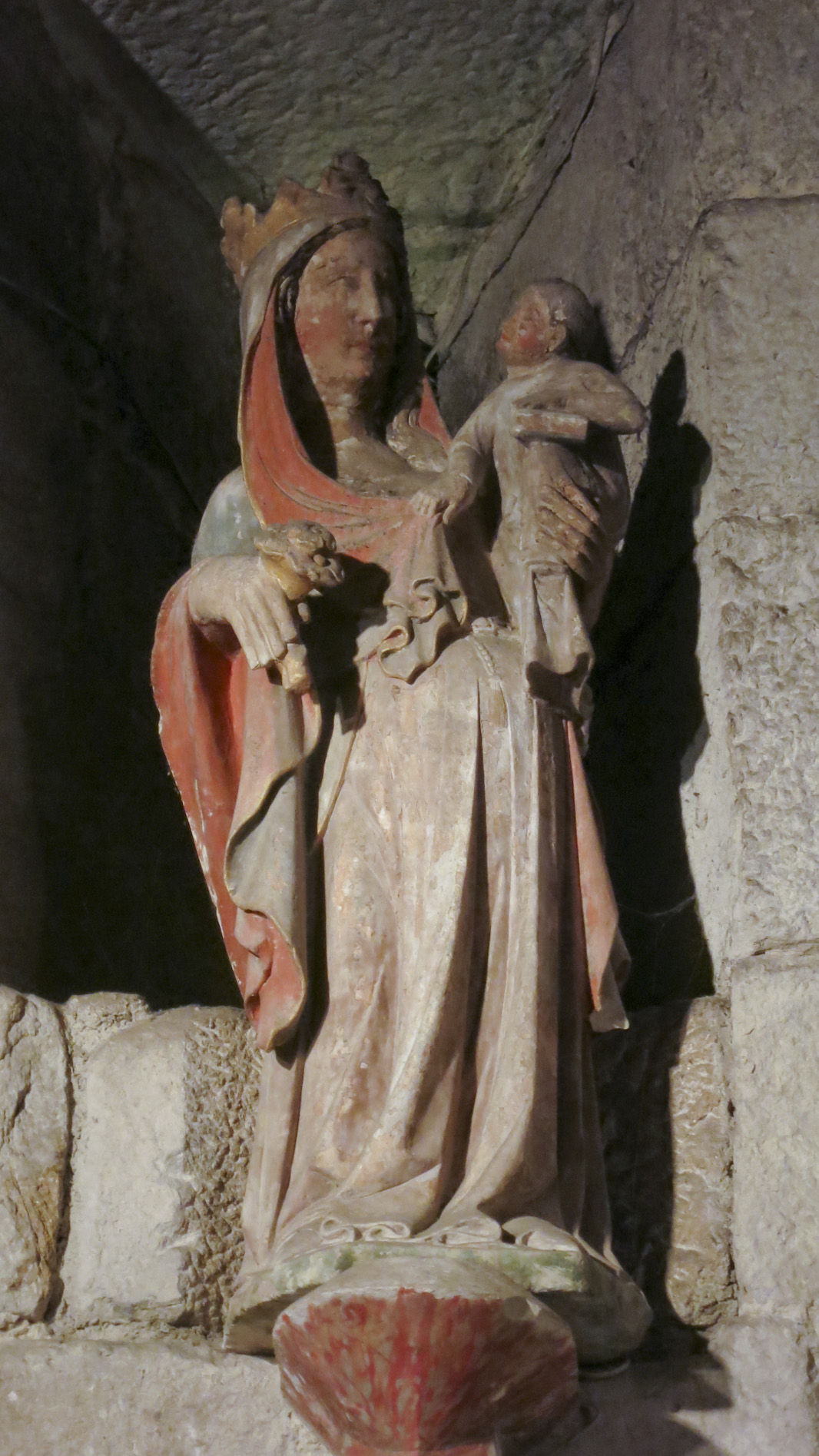
Virgem com o Menino

### Túmulos de Domingos Joanes e Domingas Sabachais
Contrariamente a outras obras semelhantes da autoria de Mestre Pero, os arcas tumulares de Oliveira do Hospital são em granito e apresentam faces lisas (o talhe do granito é particularmente difícil), uma opção que deverá prender-se com a impossibilidade de transporte, para o local, de blocos de calcário de dimensões apropriadas. As tampas e jacentes respetivos são em calcário de Portunhos, revelando um modelado notável. O jacente de Domingos Joanes apresenta-o com longas barbas e envergando vestes compridas; na mão direita segura luvas e, na esquerda, a espada embainhada. A sua cabeça, ladeada por um anjo e por um escudo heráldico, apoia-se sobre almofada e, aos pés, o escultor representou um lebreu (cão de caça típico da nobreza do século XIV).
O mesmo acontece no jacente de sua mulher, embora neste caso o cão seja de menores dimensões. De mãos cruzadas sobre o ventre, Domingas Sabachais foi retratada como uma grande dama da sua época, envergando vestes longas, com o manto a cair até aos pés. A cabeça, coberta por um véu, apoia-se igualmente sobre uma espessa almofada e a fisionomia, delicada e de expressão serena, lembra as imagens da Virgem produzidas na oficina de Mestre Pero.

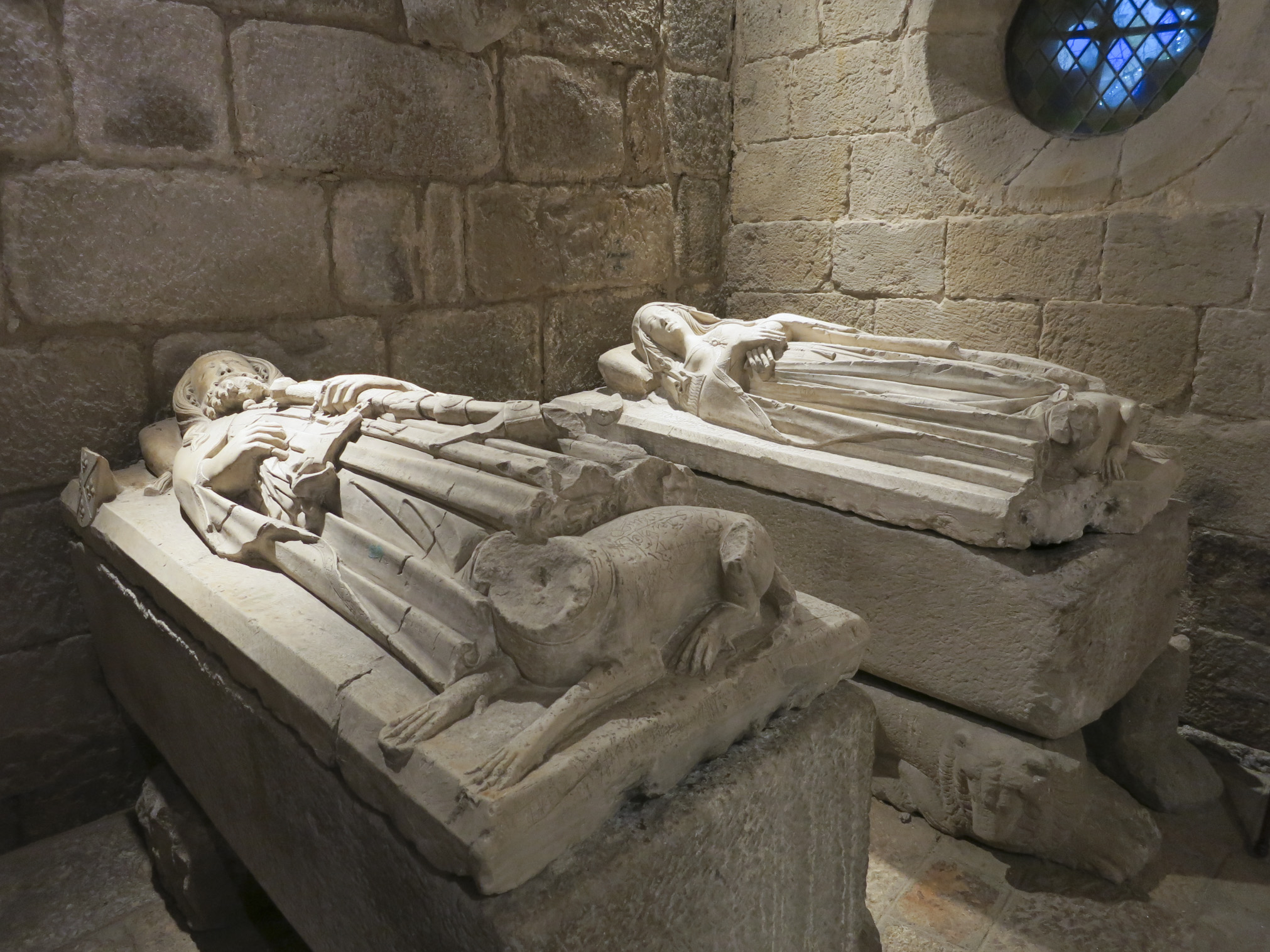
Túmulos de Domingos Joanes e Domingas Sabachais
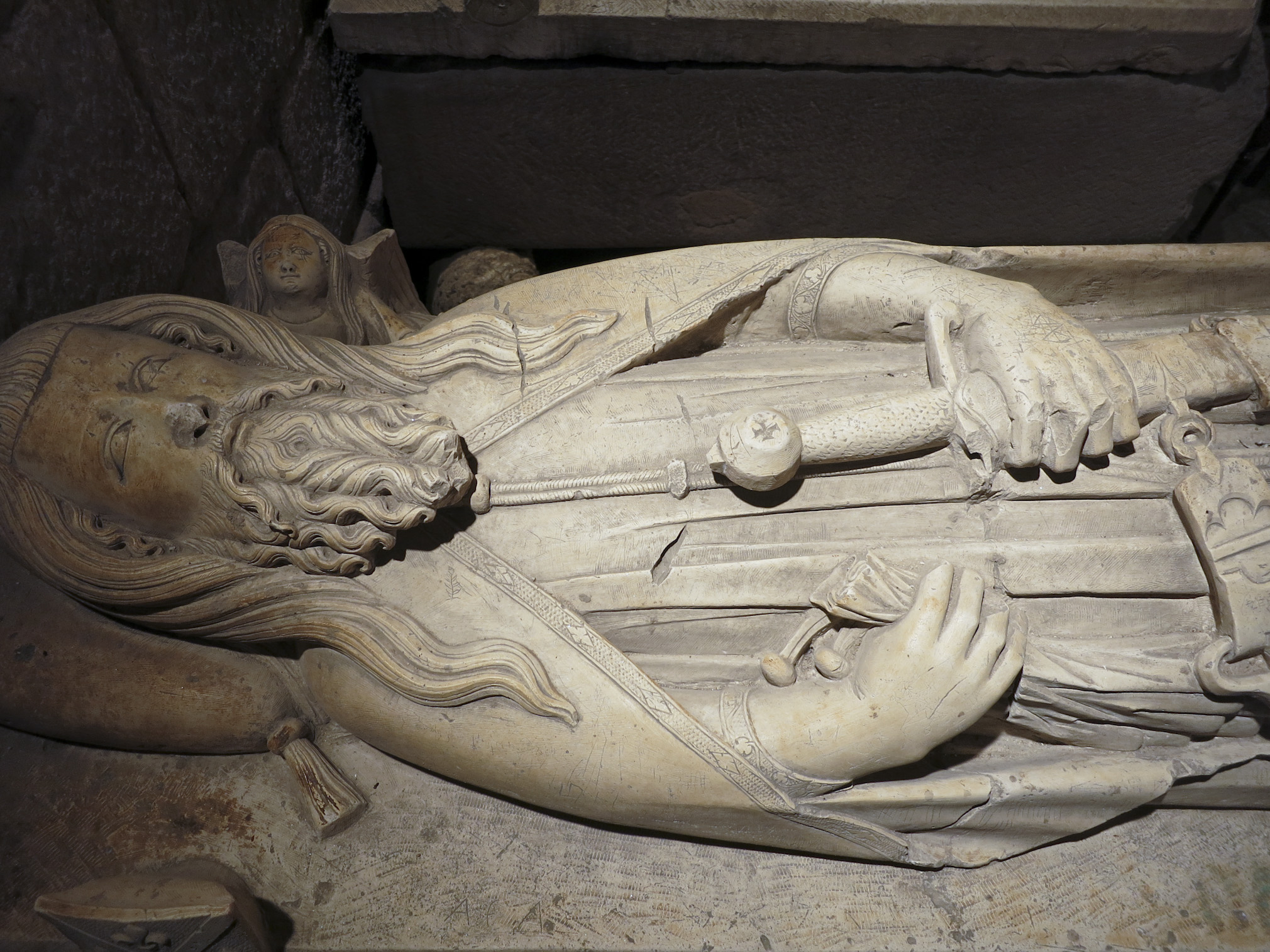
Túmulo de Domingos Joanes
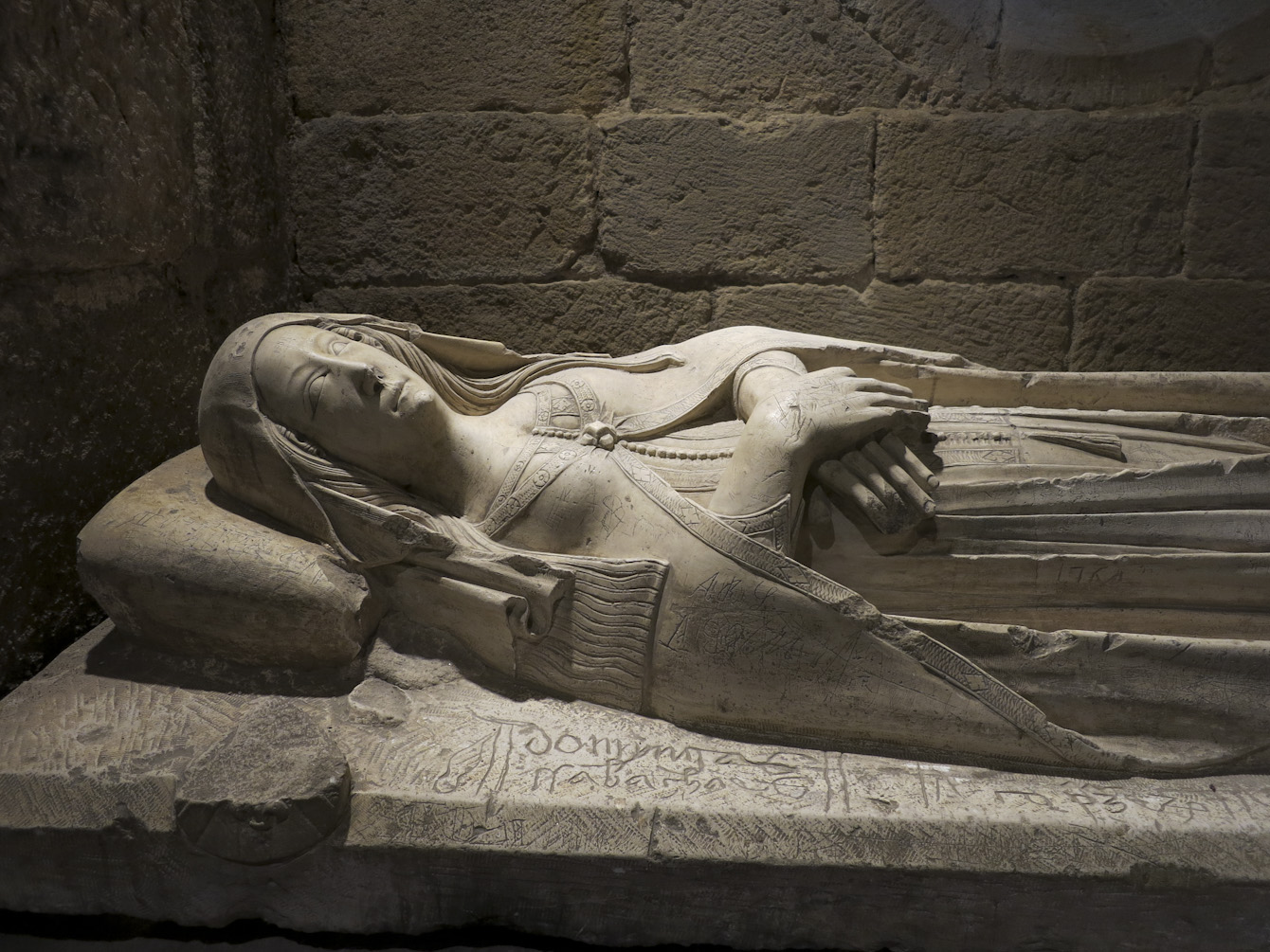
Túmulo de Domingas Sabachais

### Cavaleiro Medieval
Destaque-se ainda o Cavaleiro Medieval, ou Domingos Joanes como cavaleiro, de que existem dois exemplares sem que se saiba ao certo qual o original e qual a cópia (o segundo integra a coleção do Museu Nacional de Machado de Castro), em calcário cuja policromia inicial se desvaneceu, 72 x 19,5 x 64,8 cm. Segundo Paulo Pereira esta obra é "uma das mais originais representações escultóricas do século XIV" e "a mais notável representação de um guerreiro medieval do período gótico". Apresenta um cavaleiro com elmo de viseira abaixada, armado com uma maça de armas, uma sólida armadura com cota de malha, esporas, espada na bainha e escudo, montando um cavalo devidamente arreado, simultaneamente para combate ou em parada.

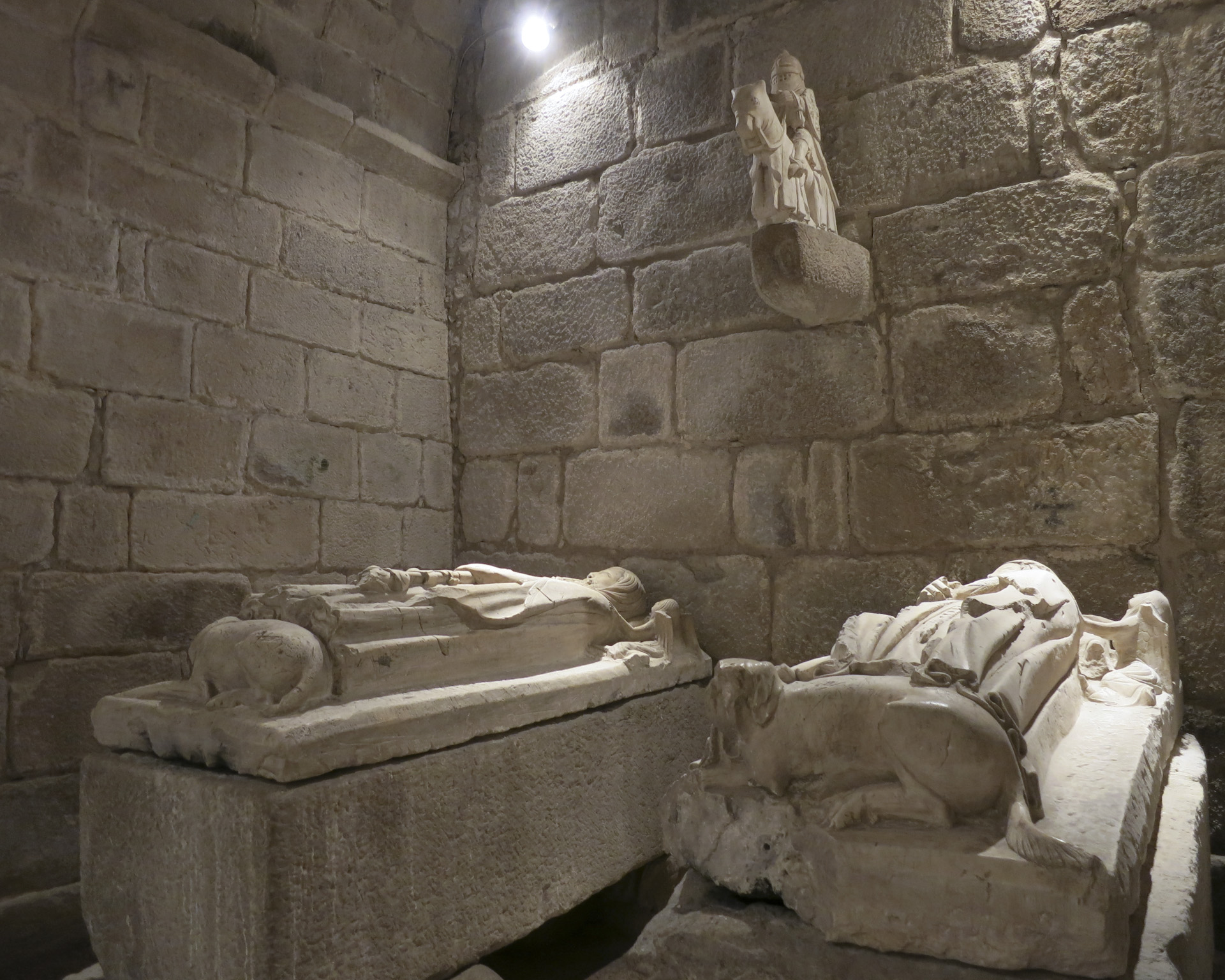
Cavaleiro Medieval; Túmulos de Domingos Joanes e Domingas Sabachais
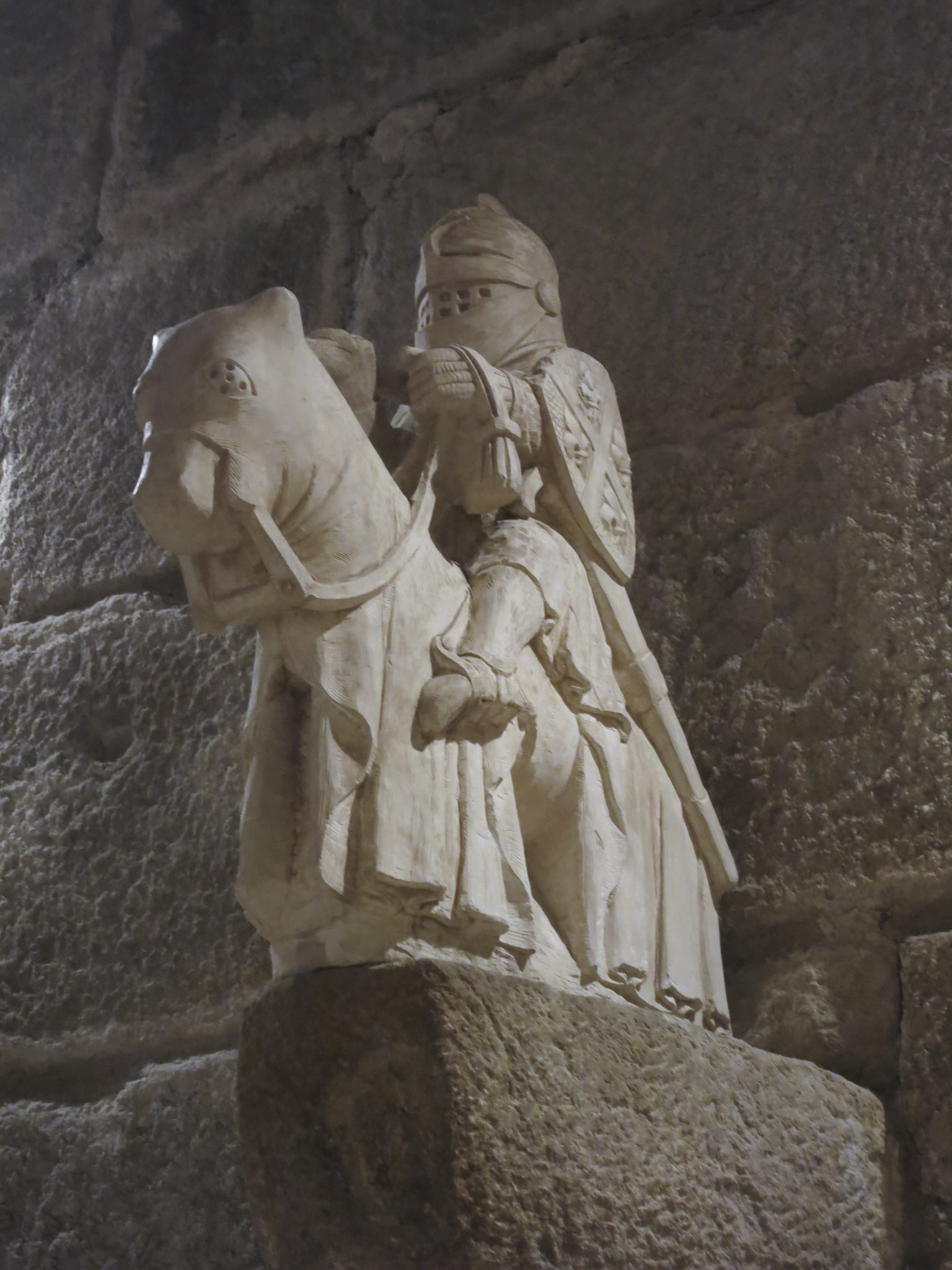
Cavaleiro Medieval